# Georgia Gibbs
Georgia Gibbs (* 17. August 1919 in Worcester, Massachusetts als Frieda Lipschitz; † 9. Dezember 2006 in New York), Spitzname „Her Nibs“, war eine US-amerikanische Pop- und Jazzsängerin. Ihre größten Erfolge hatte sie in der ersten Hälfte der 1950er Jahre, darunter die Nummer-eins-Hits Kiss of Fire und Dance with Me Henry (Wallflower).

## Biografie
Frieda Lipschitz, wie Georgia Gibbs wirklich hieß, war eines von vier Kindern russisch-jüdischer Einwanderer. Als sie noch nicht einmal ein Jahr alt war, starb ihr Vater und die Mutter musste sie in ein Waisenhaus geben. Dort verbrachte sie einen Großteil ihrer Kindheit. Dort wurde auch ihr Gesangstalent entdeckt und bei Veranstaltungen stand sie als Hauptsängerin auf der Bühne. Als sie 7 Jahre alt war, holte sie ihre Mutter, die inzwischen eine auskömmliche Beschäftigung als Hebamme gefunden hatte, wieder zu sich. Sie blieb beim Singen und mit 14 Jahren trat sie schon im Raymor Ballroom in Boston als Sängerin auf.
Drei Jahre später wurde sie unter dem Namen Fredda Gibson Sängerin des Hudson-DeLange Orchestras und reiste mit den Musikern von Tanzpalast zu Tanzpalast. Mit dem Tanzorchester machte sie auch ihre ersten Plattenaufnahmen. In den 1940er Jahren wurde sie von renommierten Orchesterleitern wie Hal Kemp, Tommy Dorsey und Artie Shaw engagiert und war auf Orchestersingles zu hören. 1943 änderte sie ihren Künstlernamen in Georgia Gibbs und trat regelmäßig in der bekannten Radioshow Camel Caravan auf. Von der regelmäßigen Ankündigung „Her Nibs, Miss Georgia Gibbs“ von Moderator Garry Moore hatte sie ihren Spitznamen „Her Nibs“ (etwa „Ihre Durchlaucht“). Drei Jahre später machte sie ihre ersten Soloaufnahmen für das Label Majestic.
Für Coral nahm sie 1950 If I Knew You Were Comin’ I’d’ve Baked a Cake auf. Eileen Barton erreichte mit dem Novelty Song Platz 1, Gibbs’ Version war die zweiterfolgreichste und kam auf Platz 5 der US-Charts. Mercury Records nahm sie daraufhin unter Vertrag und es folgte eine Reihe von Aufnahmen, die sich in den Charts platzieren konnten. Anfang 1952 erschien Kiss of Fire und wurde ihr erster Nummer-eins-Hit.
Um 1955 begann sie, R&B-Hits schwarzer Interpretinnen, die damals in den offiziellen Charts und weißen Radiosendern wenig Chancen hatten, neu aufzunehmen und zu Pophits zu machen. Mit Tweedle Dee von LaVern Baker hatte sie einen Nummer-2-Hit und mit Dance with Me Henry kam sie zum zweiten Mal auf Platz 1. Im Original war das Lied unter dem Titel The Wallflower ein R&B-Nummer-eins-Hit für Etta James. Gibbs verkaufte davon etwa 4 Millionen Singles, wovon auch James als Mitautorin profitierte. Es folgte noch eine Reihe weiterer Charterfolge, ohne dass noch einmal ein ganz großer Erfolg dabei war. Mit dem Wechsel zu RCA Victor endete 1957 auch die Zeit in den Charts. Einzige Ausnahme war The Hula Hoop Song, das Lied zum Hype um den Hula-Hoop-Reifen, der in verschiedenen Aufnahmen erfolgreich war. Sogar in Deutschland, wo deutschsprachige Versionen von Dany Mann und Peter Kraus erfolgreich waren, kam Georgia Gibbs als englische Version in die damals erhobenen Automatencharts (Juke-Box-Charts).
1960 bekam sie einen Stern auf dem Hollywood Walk of Fame. Bis weit in die 1960er Jahre hinein machte sie weitere Aufnahmen und hatte noch kleinere Achtungserfolge. Danach trat sie noch lange Zeit als Sängerin auf. Sie starb 2006 im Alter von 87 Jahren an Leukämie.

## Diskografie
Lieder

| Jahr | Titel Album                                                 | Höchstplatzierung, Gesamtwochen/‑monate, AuszeichnungChartplatzierungen (Jahr, Titel, Album, Platzierungen, Wochen/Monate, Auszeichnungen, Anmerkungen) | Höchstplatzierung, Gesamtwochen/‑monate, AuszeichnungChartplatzierungen (Jahr, Titel, Album, Platzierungen, Wochen/Monate, Auszeichnungen, Anmerkungen) | Höchstplatzierung, Gesamtwochen/‑monate, AuszeichnungChartplatzierungen (Jahr, Titel, Album, Platzierungen, Wochen/Monate, Auszeichnungen, Anmerkungen) | Anmerkungen                                     |
| Jahr | Titel Album                                                 | DE | UK | US | Anmerkungen                                     |
| ---- | ----------------------------------------------------------- | --- | --- | --- | ----------------------------------------------- |
| 1950 | If I Knew You Were Comin’ I’d’ve Baked a Cake               | — | — | US5US | ein Nummer-eins-Hit für Eileen Barton           |
| 1951 | Tom’s Tune                                                  | — | — | US21US |                                                 |
| 1951 | Good Morning Mister Echo                                    | — | — | US21US |                                                 |
| 1951 | While You Danced, Danced, Danced                            | — | — | US6US |                                                 |
| 1951 | Cry                                                         | — | — | US24US | ein Nummer-eins-Hit für Johnnie Ray (1951)      |
| 1952 | Kiss of Fire                                                | — | — | US1US |                                                 |
| 1952 | So Madly in Love                                            | — | — | US21US |                                                 |
| 1952 | My Favorite Song                                            | — | — | US25US |                                                 |
| 1953 | Seven Lonely Days                                           | — | — | US5US |                                                 |
| 1954 | Somebody Bad Stole de Wedding Bell (Who’s Got de Ding Dong) | — | — | US18US |                                                 |
| 1955 | Tweedle Dee                                                 | — | UK20 (1 Wo.)UK | US2 (19 Wo.)US | Original: LaVern Baker (Platz 4 der R&B-Charts) |
| 1955 | Dance with Me Henry (Wallflower)                            | — | — | US1 (20 Wo.)US | Original: Etta James (Platz 1 der R&B-Charts)   |
| 1955 | Sweet and Gentle                                            | — | — | US12 (4 Wo.)US |                                                 |
| 1955 | I Want You to Be My Baby                                    | — | — | US14 (4 Wo.)US | Original: Louis Jordan (1953)                   |
| 1955 | Goodbye to Rome (Arrivederci Roma)                          | — | — | US51 (12 Wo.)US | Original: Renato Rascel (Italien, 1954)         |
| 1955 | 24 Hours a Day (365 a Year)                                 | — | — | US74 (8 Wo.)US |                                                 |
| 1956 | Rock Right                                                  | — | — | US36 (9 Wo.)US |                                                 |
| 1956 | Kiss Me Another                                             | — | — | US30 (13 Wo.)US |                                                 |
| 1956 | Happiness Street                                            | — | UK24 (1 Wo.)UK | US20 (16 Wo.)US |                                                 |
| 1956 | Tra La La                                                   | — | — | US24 (7 Wo.)US | aus dem Film: Rock, Rock, Rock                  |
| 1957 | Silent Lips                                                 | — | — | US68 (3 Wo.)US |                                                 |
| 1957 | I’m Walking the Floor over You                              | — | — | US92 (1 Wo.)US | Original: Ernest Tubb (1941)                    |
| 1958 | The Hula Hoop Song                                          | DE6 (2 Mt.)DE | — | US32 (5 Wo.)US |                                                 |

grau schraffiert: keine Chartdaten aus diesem Jahr verfügbar